# Sancy, Seine-et-Marne
Sancy är en kommun i departementet Seine-et-Marne i regionen Île-de-France i norra Frankrike. Kommunen ligger i kantonen Crécy-la-Chapelle som tillhör arrondissementet Meaux. År 2022 hade Sancy 390 invånare.

## Befolkningsutveckling
Antalet invånare i kommunen Sancy
| Referens: INSEE |